# 2010 في جمهورية أيرلندا
فيما يلي قوائم الأحداث التي وقعت خلال عام 2010 في جمهورية أيرلندا.

## سياسة

### تعيين في المنصب
- 18 فبراير – بريان كوين وزير الدفاع [الإنجليزية]‏.

### انتهاء فترة المنصب
- 23 مارس – بريان كوين وزير الدفاع [الإنجليزية]‏.

## أفلام
من الأفلام التي صدرت هذه السنة في جمهورية أيرلندا:
- 1 يناير – جوع من إخراج ستيف ماكوين.
- 1 يناير – سنة كبيسة من إخراج جوناثان جليكمان، روجر بيرنبوم، غاري باربر، أناند تاكر.

## برامج ومسلسلات وأنمي
- أسرة تيودور

## وفيات

### يناير
- 5 يناير – ميك ليهي (مواليد 1935) ملاكم أيرلندي.

### فبراير
- 7 فبراير – دانيال جوزيف برادلي (مواليد 1928) فيزيائي أيرلندي.

### أبريل
- 26 أبريل – فرد هاليداي (مواليد 1946)